# It's Only Rock 'n Roll (But I Like It)
〈It's Only Rock 'n Roll (But I Like It)〉은 영국의 록 밴드인 롤링 스톤스의 1974년 음반 《It's Only Rock 'n Roll》의 리드 싱글이다. 믹 재거와 키스 리처즈가 썼으며 이 싱글은 영국 차트에서 상위 10위, 미국에서 상위 20위 안에 들었다.